# Gavi (voetballer)
Pablo Martín Páez Gavira (Los Palacios y Villafranca, 5 augustus 2004), kortweg Gavi is een Spaanse voetballer die doorgaans speelt als middenvelder. Hij stroomde door vanuit de jeugdopleiding van FC Barcelona. Gavi debuteerde in 2021 in het Spaans voetbalelftal.

## Clubcarrière

### Jeugd
Gavi begon zijn carrière bij de lokale club La Liara Balompié, waar hij drie seizoenen speelde, voordat hij de overstap maakte naar de jeugd van Real Betis. In alle jeugdteams die Gavi bij elkaar doorliep, maakte hij in totaal 96 goals. Hij werd al snel door grote clubs gescout, onder andere Real⁣ en ⁣Atlético Madrid; in 2015 koos hij op elfjarige leeftijd voor FC Barcelona en kwam hij terecht in La Masia, de jeugdopleiding van de club. Hij is ook al vanaf het begin van zijn carrière van de Catalanen.

### 2020–21
In september 2020 tekende hij zijn eerste profcontract bij de club en ging op 16-jarige leeftijd spelen voor het elftal onder-19, met kansen om in het B-elftal van de club te spelen. Hij speelde daarna voornamelijk in het B-elftal en presteerde boven verwachting. Slechts na het spelen van twee wedstrijden voor dat team, riep Ronald Koeman hem al op voor het eerste elftal en nam hem mee naar het voorseizoens-toernooi van 2020/2021. Hij nam deel aan de wedstrijden tegen Gimnàstic de Tarragona, Girona en VfB Stuttgart, waarin hij meteen zijn kwaliteiten liet zien. Voor het seizoen 2021/22 speelde Gavi eigenlijk nog voor de Juvenil A-ploeg, maar werd dat seizoen al gepromoveerd naar het eerste team. Dit komt nauwelijks voor en alleen Ansu Fati was eerder in zo'n situatie beland. 

### 2021–22
Op 14 september 2021 maakte hij zijn debuut in de Champions League tegen FC Bayern München dat won met 3-0. Gavi wordt vaak vergeleken met Barcelona legende Xavi, die zich na zijn start als trainer van Barcelona in november 2021, lovend uitsprak over Gavi. Gavi scoorde zijn eerste doelpunt op 18 december 2021 in een wedstrijd tegen Elche CF dat met 3-2 werd gewonnen. 

### 2022–23
Op 17 oktober 2022 werd bekend dat Gavi de Kopa Trophy van 2022 had gewonnen, de Ballon d'Or voor spelers onder de 21. Na de halve finale tegen Real Betis gewonnen te hebben na strafschoppen scoorde hij in de finale tegen Real Madrid en gaf hij twee assists. Zo heeft Gavi zijn eerste trofee beet in 2023, de Supercopa de España. Even later won hij de Primera División met de club. 

### 2023–24
Gavi begon goed aan het seizoen, maar in november 2023 liep hij tijdens een wedstrijd met het Spaanse nationale elftal tegen Georgie een blessure op. Hij scheurde zijn kruisband en beschadigde zijn meniscus,zijn seizoen was daardoor voorbij. Elke thuismatch in het Olympisch Stadion kwam hij zijn team aanmoedigen. Tijdens de kwartfinale van de Champions league tegen PSG is Gavi mee afgereist naar Parijs om mee te supporteren, Die wedstrijd werd gewonnen met 2-3 de terugmatch in Barcelona werd verloren met 1-4.

### 2024–25
Op 12 september 2024 hervatte Gavi de training met het team na een afwezigheid van 298 dagen. Op 20 oktober 2024, na 335 dagen, werd hij weer opgenomen in de wedstrijdselectie en maakte hij zijn rentree tijdens een 5-1 thuisoverwinning tegen Sevilla in de Primera División. In januari 2025 is Gavi in de 2 matchen van de Supercopa de España gestart, de halve finale tegen Athletic Club werd gewonnen met 0-2 en de finale tegen Real Madrid met 2-5 waardoor Gavi zijn eerste prijs van dat seizoen had gewonnen.

## Clubstatistieken
| Seizoen     | Club         | Competitie       | Competitie | Competitie | Competitie | Beker | Beker | Beker | Internationaal | Internationaal | Internationaal | Totaal | Totaal | Totaal |
| Seizoen     | Club         | Competitie       | Wed.       | Dlp.       | Ass.       | Wed.  | Dlp.  | Ass.  | Wed.           | Dlp.           | Ass.           | Wed.   | Dlp.   | Ass.   |
| ----------- | ------------ | ---------------- | ---------- | ---------- | ---------- | ----- | ----- | ----- | -------------- | -------------- | -------------- | ------ | ------ | ------ |
| 2021/22     | FC Barcelona | Primera División | 34         | 2          | 6          | 2     | 0     | 0     | 11             | 0              | 0              | 47     | 2      | 6      |
| 2022/23     | FC Barcelona | Primera División | 36         | 2          | 4          | 5     | 0     | 1     | 6              | 0              | 0              | 47     | 2      | 5      |
| 2023/24     | FC Barcelona | Primera División | 12         | 1          | 1          | 0     | 0     | 0     | 3              | 1              | 0              | 15     | 2      | 1      |
| 2024/25     | FC Barcelona | Primera División | 10         | 0          | 1          | 0     | 0     | 0     | 0              | 0              | 0              | 10     | 0      | 1      |
| Club Totaal | Club Totaal  | Club Totaal      | 92         | 5          | 12         | 7     | 0     | 1     | 20             | 1              | 0              | 119    | 7      | 13     |
| TOTAAL      | TOTAAL       | TOTAAL           | 92         | 5          | 12         | 7     | 0     | 1     | 20             | 1              | 0              | 119    | 7      | 13     |

Laatste update is bijgewerkt t/m oktober 2024.

## Interlandcarrière
Gavi speelde bij Spanje onder 15, 16 en 18. Op 30 september 2021 werd hij voor het eerst geselecteerd voor het Spaans nationaal elftal door bondscoach Luis Enrique. Op 6 oktober 2021 debuteerde hij als basisspeler in de Nations League wedstrijd tegen Italië dat met 2-1 werd gewonnen en werd hiermee de jongste international ooit voor Spanje. Op 11 november 2022 werd bekend dat Gavi was geselecteerd voor deelname aan het WK 2022 in Qatar. Tijdens de groepswedstrijd tegen Costa Rica scoorde Gavi in de 74e minuut als jongste speler ooit op het WK sinds 1958.
| Interlands van Gavi voor Spanje | Interlands van Gavi voor Spanje | Interlands van Gavi voor Spanje | Interlands van Gavi voor Spanje | Interlands van Gavi voor Spanje | Interlands van Gavi voor Spanje |
| No.                             | Datum                           | Wedstrijd                       | Uitslag                         | Competitie                      | Doelpunten                      |
| ------------------------------- | ------------------------------- | ------------------------------- | ------------------------------- | ------------------------------- | ------------------------------- |
|                                 |                                 |                                 |                                 |                                 |                                 |
| Als speler bij FC Barcelona     |                                 |                                 |                                 |                                 |                                 |
| 1.                              | 23 november 2022                | Spanje – Costa Rica             | 7 – 0                           | FIFA WK 2022 groepsfase         | 1                               |
| 2.                              | 27 november 2022                | Spanje – Duitsland              | 1 – 1                           | FIFA WK 2022 groepsfase         |                                 |
| 3.                              | 1 december 2022                 | Japan – Spanje                  | 2 – 1                           | FIFA WK 2022 groepsfase         |                                 |
| 4.                              | 6 december 2022                 | Marokko- Spanje                 | 0 - 0 (3-0)                     | FIFA WK 2022 achtste finale     |                                 |
| 5.                              | 25 maart 2023                   | Spanje - Noorwegen              | 3 - 0                           | EK- Kwalificatie                |                                 |
| 6.                              | 28 maart 2023                   | Schotland - Spanje              | 2 - 0                           | EK- Kwalificatie                |                                 |
| 7.                              | 15 juni 2023                    | Spanje - Italië                 | 2 - 1                           | UEFA Nations League             |                                 |
| 8.                              | 18 juni 2023                    | Kroatië - Spanje                | 0 - 0 (4-5)                     | UEFA Nations League             |                                 |
| 9.                              | 8 september 2023                | Georgië - Spanje                | 1 - 7                           | EK- Kwalificatie                |                                 |
| 10.                             | 12 september 2023               | Spanje - Cyprus                 | 0 - 6                           | EK- Kwalificatie                | 1                               |
| 11.                             | 12 oktober 2023                 | Spanje - Schotland              | 2 - 0                           | EK- Kwalificatie                |                                 |
| 12.                             | 15 oktober 2023                 | Cyprus - Spanje                 | 1 - 3                           | EK- Kwalificatie                |                                 |
| 13.                             | 16 november 2023                | Noorwegen - Spanje              | 0 - 1                           | EK- Kwalificatie                | 1                               |
| 14.                             | 19 november 2023                | Spanje - Georgië                | 1 - 3                           | EK- Kwalificatie                |                                 |

Laatste update is bijgewerkt t/m 15/03/2025.

## Erelijst
| Competitie          | Aantal       | Jaren            |
| FC Barcelona        | FC Barcelona | FC Barcelona     |
| ------------------- | ------------ | ---------------- |
| Supercopa de España | 2x           | 2022/23, 2024/25 |
| Primera División    | 1x           | 2022/23          |
| Copa del Rey        | 1x           | 2024/25          |
| Spanje              |              |                  |
| UEFA Nations League | 1x           | 2022/23          |